# Rákóczi-nóta

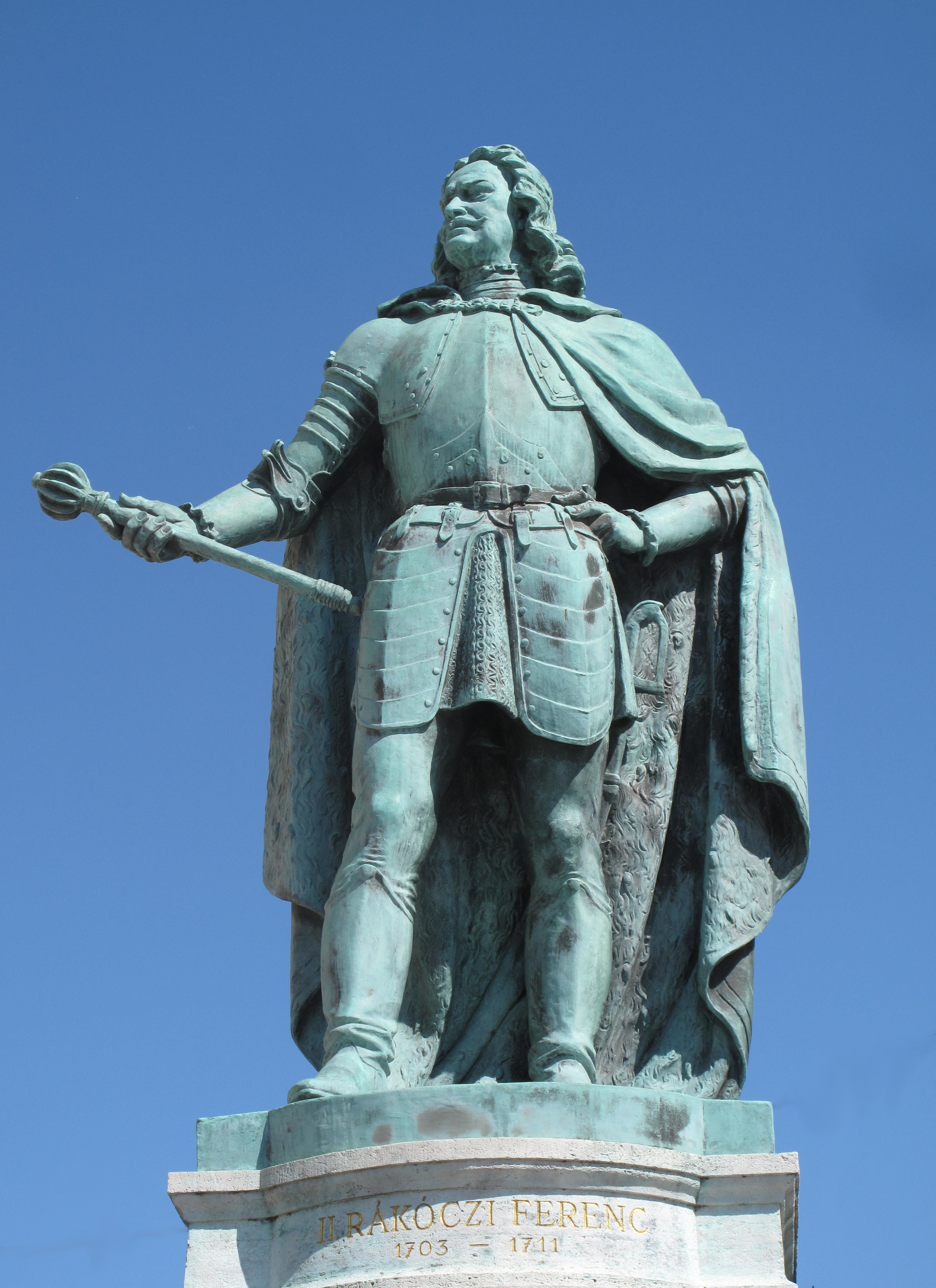
II. Rákóczi Ferenc szobra a Hősök terén

A Rákóczi-nóta a Rákóczi-szabadságharc bukását, a magyarság sorsát sirató, a német elnyomás ellen tiltakozó, a vezérekhez, főként II. Rákóczi Ferenchez forduló panaszos ének.
Kölcsey Ferenc műve előtt a katolikus magyarság néphimnusza a Boldogasszony Anyánk és az Ah, hol vagy, magyarok tündöklő csillaga kezdetű ének, míg a református magyarságé a 90. zsoltár (Tebenned bíztunk eleitől fogva) volt. Népszerű volt – a hatóságok által többször betiltott – Rákóczi-nóta és a Rákóczi-induló is.  Ez utóbbit Hector Berlioz és Liszt Ferenc is megzenésítette.
A Rákóczi-nóta a hosszú Habsburg-elnyomás miatt, a hosszú évtizedeken át tartó elkeseredésnek a dokumentuma, mely a szatmári béke után a magyar népre nehezedett. Első nemzeti jelképként énekelt dalunkká vált, mely számtalan változatban, kéziratban, de népdalként is élt a 18. század folyamán. Legrégebbi írott forrása a század közepéről származik, a századvégi nemzeti mozgalmak idején pedig egyre többször említik. Ismerték nagy költőink is: Csokonai Vitéz Mihály, Kazinczy Ferenc, Kölcsey Ferenc, Petőfi Sándor. Bizonyos kifejezései új értelmet nyertek a Himnusz soraiban. Nyomtatásban való megjelenése az 1848–49-es forradalom és szabadságharcnak volt köszönhető: Erdélyi János adta ki Szabad hangok (1849) című kötetének függelékében.
A Rákóczi-nótával rokon hangú a csupán szájhagyomány útján megőrzött Rákóczi kesergője néven ismert ének.

## Története
A legjellegzetesebb kuruc dal a Rákóczi-nóta, ami nem egyenlő a Rákóczi indulóval. A két mű között 100 év telt el. A Rákóczi-nóta 1790-ben a nemzeti egység jelképévé vált. A Rákóczi nóta kialakulásának sokféle előzménye van. Találhatók benne arab-perzsa, magyar (kelet-európai) népdal- és közép-európai műzenei elemek.

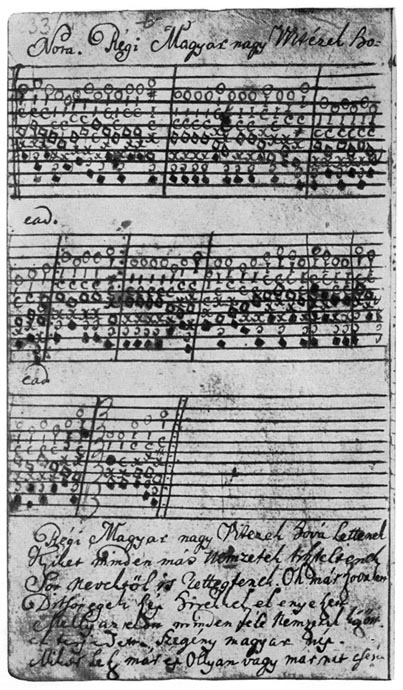
A Rákóczi-nóta énekkari átirata egy sárospataki kéziratban

Bartók Béla egy 1942-es amerikai előadásában beszélt egy nagy területen elterjedt, orientális típusú arab-perzsa melódiáról, mely ismert Irakban, az algériai Dzselfában, Kisázsiában, és szinte a teljes román nyelvterületen, ahol Cântec lung (Hosszú dallam) címen ismerik. E dallam számos közös vonást mutat a Rákóczi-nótával. Csaknem bizonyosnak látszik, hogy az utóbbi e dallam elmagyarosodott formája, mely talán rutén vagy a hódító törökök általi közvetítéssel jutott hozzánk. A Rákóczi-szabadságharc leverése után nagyon sok szöveg- és dallamváltozatban terjedt el, más más dallamtípusokkal egyesült.
Első írásos emlékeink a 17. századból vannak:
- Vietoris kódex: Olach Tancz egyik változata szlovák címfelirattal: Ẏa sem osamela od mijleho vzdalena…
- az 1761-es erdélyi Kájoni kódex: Chorea
- Náray György 1695-ben kiadott Lyra Coelestis című gyűjteményében:[6] Cantio de S. Petro Apostolo

Később felbukkan egy 1823 táján összeírt keszthelyi verbunkos kéziratban, Arany János népdalgyűjteményében, majd Kodály két gyűjtésében: Csillagom, révészem 1907-ből, a másik 1913-ból, már a Rákóczi-nóta szövegével.
E dallamok közös jellemzői:
- az alaphang kvartján vagy kvintjén kezdődnek, érintik a szűkített szextet
- az első sor az alaphangon végződik és ismétlődik
- a középső sorok szekvenciálisan emelkednek a tetőpont felé
- fríg zárlat az alaphangon.

A Rákóczi-nótának más típusai is vannak.
A nóta elemei megjelentek a 18. századi bécsi klasszikusok (Joseph Haydn, Ludwig van Beethoven, Wolfgang Amadeus Mozart) zenéjében. A nóta hangszeres és énekelt változatainak felhasználásával írta Nikolaus Scholl a Rákóczi-indulót, feltehetően 1820-ban.

## Szövege
Rákóczi nóta
| Jaj, régi szép magyar nép! Az ellenség téged miképp Szaggat és tép! Mire jutott állapotod, Romlandó cserép. Mint egy kedves eleven kép, Valál olyan szép, Magyar nép! De a sasnak körme között Fonnyadsz, mint a lép. Szegény magyar nép, Mikor lész már ép? Megromlottál, mint cserép. Jaj, hát szegény magyar nemzet Jóra mikor lép? | Jaj, Rákóczi, Bercsényi Magyarok híres vezéri, Bezerédi! Hová lettek magyar népnek Vitéz vezéri, Nemzetünknek hírszerzői, Fényes csillagi, Ocskai? Az ellenség mindenfelől Őket emíszti, Űzi, kergeti, Búval epeszti. Közinkbe sem ereszti. Jaj, hát szegény nemzetünket Miképpen veszejti!                       | Jaj, országunk, jószágunk, De főképpen mi magunk Mint nyomorkodunk; Az idegen nemzetségnek Rabjai vagyunk. Jaj, naponként mind elfogyunk, Jót ne is várjunk, Kívánjunk, Mert kegyetlen, s embertelen Nemzet van rajtunk. Jaj, meg kell halnunk, Meg nem maradunk, Nagy ellenség közt vagyunk, Bizony méltán ezek miatt Kesergünk, sírunk. |
| Országunknak, magunknak, Jaj minden maradékinknak! Mindazoknak, Kik e földön nagy ínségben Így nyomorkodnak. Özvegyek panaszolkodnak, Árvák zokognak; Magoknak Siralommal ártatlanok Halált okoznak, Úgy siránkoznak És fohászkodnak. Bánatjok nem apadnak, Mert hazánkbul ellenségink El nem távoznak.                                | Rajtunk tenger a fegyver, Mert a német rajtunk hever, S igen ver. Mutogatja magát mint egy Kényes gavallér, Nemzetünket hajtó pallér. Nem szán, mint hóhér. Akit ér, Addig veri, míg őneki Mindent nem ígér. Látod mely kövér, Bőrében sem fér, De mégis mind többet kér, Alig vagyon országunkban Miatta kenyér. | Nézz reánk, Úr, a mennybül! Ments meg, kérünk, minket ily csúf Ellenségtül, Ki a híres magyaroknak Vérébül épül. Ne hagyd ily dühös ínségtül Rút ellenségtül, Némettül Gyaláztatni, mocskoltatni Az írigyektül. Ily dölyfös néptül, Kínzó eszköztül, Megfosztatni nevétül, Mindenkoron győzedelmes Dicsőségétül!                          |

(1750 előtt)

## Felvételek
- Rákóczi nóta, Magyarpalatka. YouTube